# Eucalyptus staigeriana
Eucalyptus staigeriana är en myrtenväxtart som beskrevs av Ferdinand von Mueller och Jacob Whitman Bailey. Eucalyptus staigeriana ingår i släktet Eucalyptus och familjen myrtenväxter. Inga underarter finns listade i Catalogue of Life.